# UCI Amèrica Tour 2005
L'UCI Amèrica Tour 2005 és la primera edició de l'UCI Amèrica Tour, un dels cinc circuits continentals de ciclisme de la Unió Ciclista Internacional. Està format per trenta proves, organitzades entre el 8 de gener de 2005 i el 17 de setembre de 2005 a Amèrica.
El vencedor final a nivell individual fou l'argentí Edgardo Simón, per equips triomfà el Health Net-Maxxis, dels Estats Units, i per països fou el Brasil el que obtingué més punts.

## Evolució del calendari

### Gener
| Data  | Cursa                        | Cat. | Vencedor       | Equip                 |
| ----- | ---------------------------- | ---- | -------------- | --------------------- |
| 8-21  | Volta al Táchira             | 2.2  | José Rujano    | Colombia-Selle Italia |
| 9     | Copa Amèrica de Ciclisme     | 1.2  | Nilceu Santos  | Scott-Marcondes Cesar |
| 16-23 | Volta a l'Estat de São Paulo | 2.2  | Jorge Giacinti | Memorial/Santos       |

### Febrer
| Data  | Cursa                   | Cat. | Vencedor        | Equip     |
| ----- | ----------------------- | ---- | --------------- | --------- |
| 8-20  | Volta a Cuba            | 2.2  | Damián Martínez | Cuba      |
| 10-20 | Volta per un Xile Líder | 2.2  | Edgardo Simón   | Argentina |

### Març
| Data  | Cursa                                       | Cat. | Vencedor          | Equip             |
| ----- | ------------------------------------------- | ---- | ----------------- | ----------------- |
| 9-13  | Volta Ciclística Internacional Porto Alegre | 2.2  | Jorge Giacinti    | Memorial/Santos   |
| 18-27 | Volta a l'Uruguai                           | 2.2  | Álvaro Tardaguila | Dolores CC        |
| 27-3  | Volta a Xile                                | 2.2  | Edgardo Simón     | Líder             |
| 31-3  | Redlands Classic                            | 2.2  | Chris Wherry      | Health Net-Maxxis |

### Abril
| Data  | Cursa                                                   | Cat. | Vencedor         | Equip                          |
| ----- | ------------------------------------------------------- | ---- | ---------------- | ------------------------------ |
| 7-10  | Volta a Puerto Rico                                     | 2.2  | Wendy Cruz       | Selecció de Santiago           |
| 14-16 | Sea Otter Classic                                       | 2.2  | Doug Ollerenshaw | Health Net Presented by Maxxis |
| 19-24 | Volta a Geòrgia                                         | 2.1  | Tom Danielson    | Discovery Channel              |
| 24-29 | Volta al Salvador                                       | 2.2  | Cameron Hughes   | Subway                         |
| 25    | Campionats Panamericans de ciclisme · en contrarellotge | CC   | Edgardo Simón    | Argentina                      |
| 30    | Campionats Panamericans de ciclisme · en cursa en línia | CC   | John Fredy Parra | Colòmbia                       |

### Maig
| Data  | Cursa                                          | Cat. | Vencedor         | Equip                          |
| ----- | ---------------------------------------------- | ---- | ---------------- | ------------------------------ |
| 12-15 | Doble Sucre Potosí Gran Premio Cemento Fancesa | 2.2  | Álvaro Sierra    | Orbitel                        |
| 25-29 | Volta a Paranà                                 | 2.2  | Mauricio Morandi | Scott-Marcondes Cesar          |
| 31    | Wachovia Invitational                          | 1.1  | Greg Henderson   | Health Net Presented by Maxxis |

### Juny
| Data  | Cursa                       | Cat. | Vencedor       | Equip                          |
| ----- | --------------------------- | ---- | -------------- | ------------------------------ |
| 2     | Wachovia Classic            | 1.1  | Gordon Fraser  | Health Net Presented by Maxxis |
| 5     | Wachovia USPRO Championship | 1.HC | Chris Wherry   | Health Net-Maxxis              |
| 14-19 | Tour de Beauce              | 2.2  | Nathan O'Neill | Navigators                     |

### Juliol
| Data | Cursa                        | Cat. | Vencedor            | Equip                 |
| ---- | ---------------------------- | ---- | ------------------- | --------------------- |
| 8-17 | Tour de Martinica            | 2.2  | Frédéric Delalande  |                       |
| 9    | Prova Ciclistica 9 de juliol | 1.2  | Roberson Figueiredo | Scott-Marcondes Cesar |
| 24-7 | Volta a Colòmbia             | 2.2  | Libardo Niño        | Loteria de Boyaca     |

### Agost
| Data  | Cursa                                  | Cat. | Vencedor         | Equip                 |
| ----- | -------------------------------------- | ---- | ---------------- | --------------------- |
| 5-14  | Tour de Guadalupe                      | 2.2  | José Flober Peña |                       |
| 22    | USPRO National Criterium Championships | 1.1  | Tyler Farrar     | Health Net-Maxxis     |
| 28-7  | Tour de Santa Catarina                 | 2.2  | Marcio May       | Scott-Marcondes Cesar |
| 29-11 | Volta a Veneçuela                      | 2.2  | José Chacón      |                       |

### Setembre
| Data | Cursa                       | Cat. | Vencedor       | Equip          |
| ---- | --------------------------- | ---- | -------------- | -------------- |
| 4    | Gran Premi de San Francisco | 1.HC | Fabian Wegmann | Gerolsteiner   |
| 17   | Gran Premi Univest          | 1.2  | Melito Heredia | GS Gotham/Toga |

## Classificacions finals
| Pos | Ciclista                  | Punts                 |        |
| --- | ------------------------- | --------------------- | ------ |
| 1   | Edgardo Simón (ARG)       | Colombia-Selle Italia | 238    |
| 2   | Damián Martínez (CUB)     | -                     | 188    |
| 3   | Chris Wherry (USA)        | Health Net-Maxxis     | 185    |
| 4   | Walter Pedraza (COL)      | -                     | 161    |
| 5   | Nilceu Santos (BRA)       | -                     | 152    |
| 6   | Roberson Figueiredo (BRA) | -                     | 140    |
| 6   | François Parisien (CAN)   | -                     | 140    |
| 8   | Gordon Fraser (CAN)       | Health Net-Maxxis     | 138    |
| 9   | Marcio May (BRA)          | -                     | 136    |
| 10  | José Chacón (VEN)         | -                     | 134,66 |

| Pos | Equip                          | País         | Punts |
| --- | ------------------------------ | ------------ | ----- |
| 1   | Health Net presented by Maxxis | Estats Units | 766   |
| 2   | Colombia-Selle Italia          | Colòmbia     | 438   |
| 3   | Symmetrics Cycling Team        | Canadà       | 220   |
| 4   | Jelly Belly-Pool Gel           | Estats Units | 200   |
| 5   | Navigators Insurance           | Estats Units | 194   |
| 6   | Kodak-Sierra Nevada            | Estats Units | 143   |
| 7   | Naturino-Sapore di Mare        | Suïssa       | 120   |
| 8   | Webcor Builders Cycling Team   | Estats Units | 104   |
| 9   | Express Racing                 | Estats Units | 81    |
| 10  | Colavita-Sutter Home           | Estats Units | 78    |

| \| Pos \| País \| Punts \| \| --- \| ------------ \| ----- \| \| 1 \| Brasil \| 1.458 \| \| 2 \| Argentina \| 1.356 \| \| 3 \| Colòmbia \| 1.162 \| \| 4 \| Estats Units \| 1.001 \| \| 5 \| Veneçuela \| 841 \| \| 6 \| Canadà \| 832 \| \| 7 \| Cuba \| 612 \| \| 8 \| Xile \| 496 \| \| 9 \| Mèxic \| 404 \| \| 10 \| Perú \| 240 \| |              |       |
| Pos | País         | Punts |
| 1 | Brasil       | 1.458 |
| 2 | Argentina    | 1.356 |
| 3 | Colòmbia     | 1.162 |
| 4 | Estats Units | 1.001 |
| 5 | Veneçuela    | 841   |
| 6 | Canadà       | 832   |
| 7 | Cuba         | 612   |
| 8 | Xile         | 496   |
| 9 | Mèxic        | 404   |
| 10 | Perú         | 240   |